# Comuna Berchișești, Suceava
Berchișești (în germană Berkiszestie) este o comună în județul Suceava, Bucovina, România, formată din satele Berchișești (reședința) și Corlata.

## Demografie
Componența etnică a comunei Berchișești
     Români (91,92%)
     Alte etnii (0,98%)
     Necunoscută (7,1%)
Componența confesională a comunei Berchișești
     Ortodocși (86,22%)
     Penticostali (5,57%)
     Alte religii (0,86%)
     Necunoscută (7,35%)
Conform recensământului efectuat în 2021, populația comunei Berchișești se ridică la 3.157 de locuitori, în creștere față de recensământul anterior din 2011, când fuseseră înregistrați 2.849 de locuitori. Majoritatea locuitorilor sunt români (91,92%), iar pentru 7,1% nu se cunoaște apartenența etnică. Din punct de vedere confesional, majoritatea locuitorilor sunt ortodocși (86,22%), cu o minoritate de penticostali (5,57%), iar pentru 7,35% nu se cunoaște apartenența confesională.

## Politică și administrație
Comuna Berchișești este administrată de un primar și un consiliu local compus din 13 consilieri. Primarul, Zenovia-Violeta Țaran[*], de la Partidul Social Democrat, este în funcție din 1 noiembrie 2024. Începând cu alegerile locale din 2024, consiliul local are următoarea componență pe partide politice:
|  | Partid                    | Consilieri | Componența Consiliului | Componența Consiliului | Componența Consiliului | Componența Consiliului | Componența Consiliului | Componența Consiliului | Componența Consiliului | Componența Consiliului |
|  | ------------------------- | ---------- | ---------------------- | ---------------------- | ---------------------- | ---------------------- | ---------------------- | ---------------------- | ---------------------- | ---------------------- |
|  | Partidul Social Democrat  | 8          |                        |                        |                        |                        |                        |                        |                        |                        |
|  | Partidul Național Liberal | 5          |                        |                        |                        |                        |                        |                        |                        |                        |

## Recensământul din 1930
Componența etnică a comunei Berchișești
     Români (98,5%)
     Evrei (1,15%)
     Altă etnie (0,35%)
Componența confesională a comunei Berchișești
     Ortodocși (98,5%)
     Mozaici (1,15%)
     Altă religie (0,35%)
Conform recensământului efectuat în 1930, populația comunei Berchișești se ridica la 1625 locuitori. Majoritatea locuitorilor erau români (98,5%), cu o minoritate de evrei (1,15%). Alte persoane s-au declarat: ruteni (5 persoane), germani (2 persoane). Din punct de vedere confesional, majoritatea locuitorilor erau ortodocși (98,5%), dar existau și mozaici (1,15%). Alte persoane au declarat: greco-catolici (5 persoane) și romano-catolici (2 persoane).

## Obiective turistice
- Biserica de lemn „Sfinții Apostoli Petru și Pavel” din Berchișești – edificiu religios construit între anii 2001-2007

## Personalități născute aici
- Vladimir Florea (1922 - 1984), sculptor;
- Valentina Groapă (n. 1952), atletă.